# オシニング
オシニング（Ossining）は、アメリカ合衆国ニューヨーク州のウェストチェスター郡にある町。
人口は4万0061人（2020年）。マンハッタンの北50キロメートル、ハドソン川東岸に位置している。
町域にオシニング村とブライアクリフマナー村を含んでいる。州立シンシン刑務所が立地していることで有名だが、著名人の邸宅も少なくない。

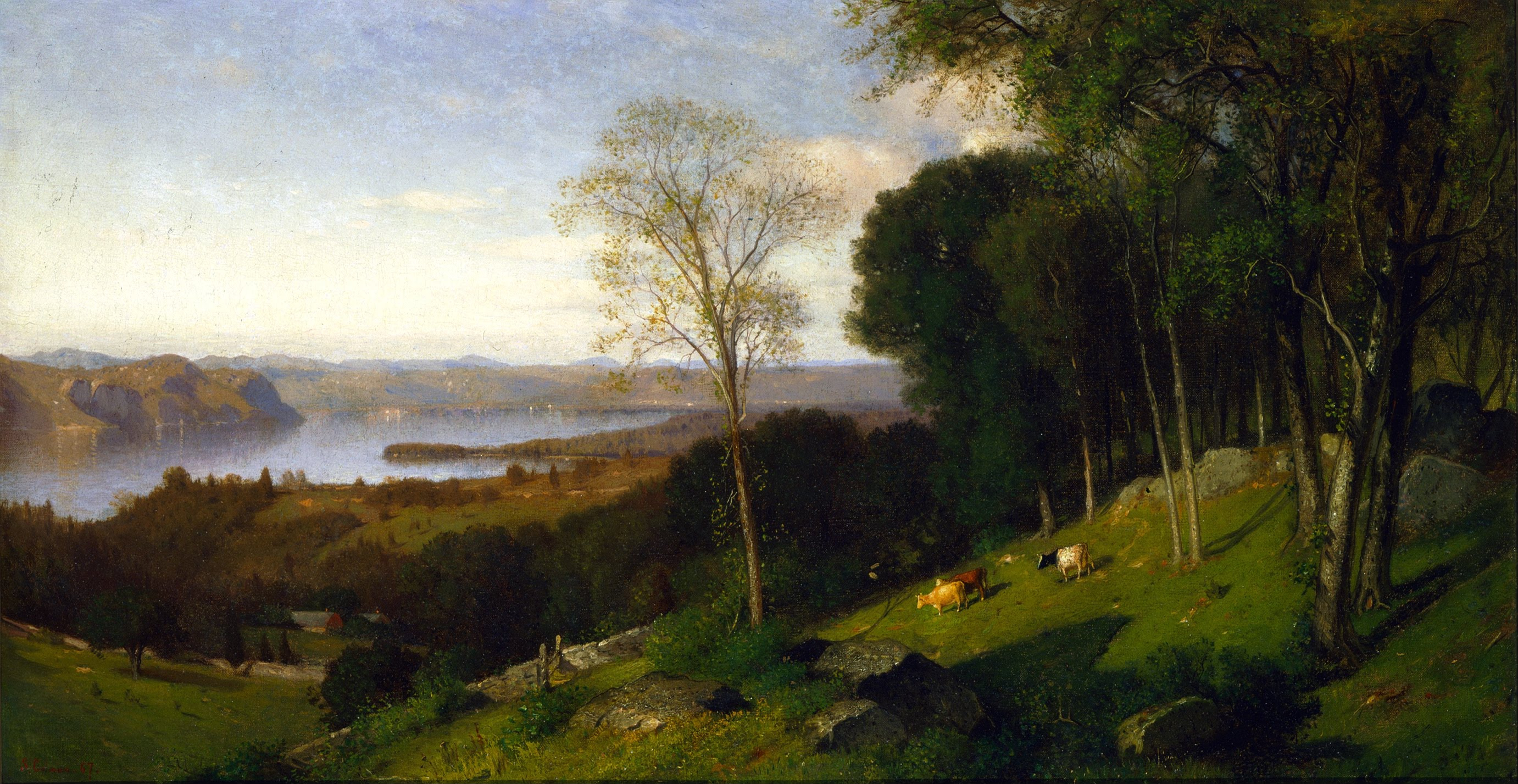
サミュエル・コールマンの絵画（1867年）